# Zelfgemaakte sterkedrank

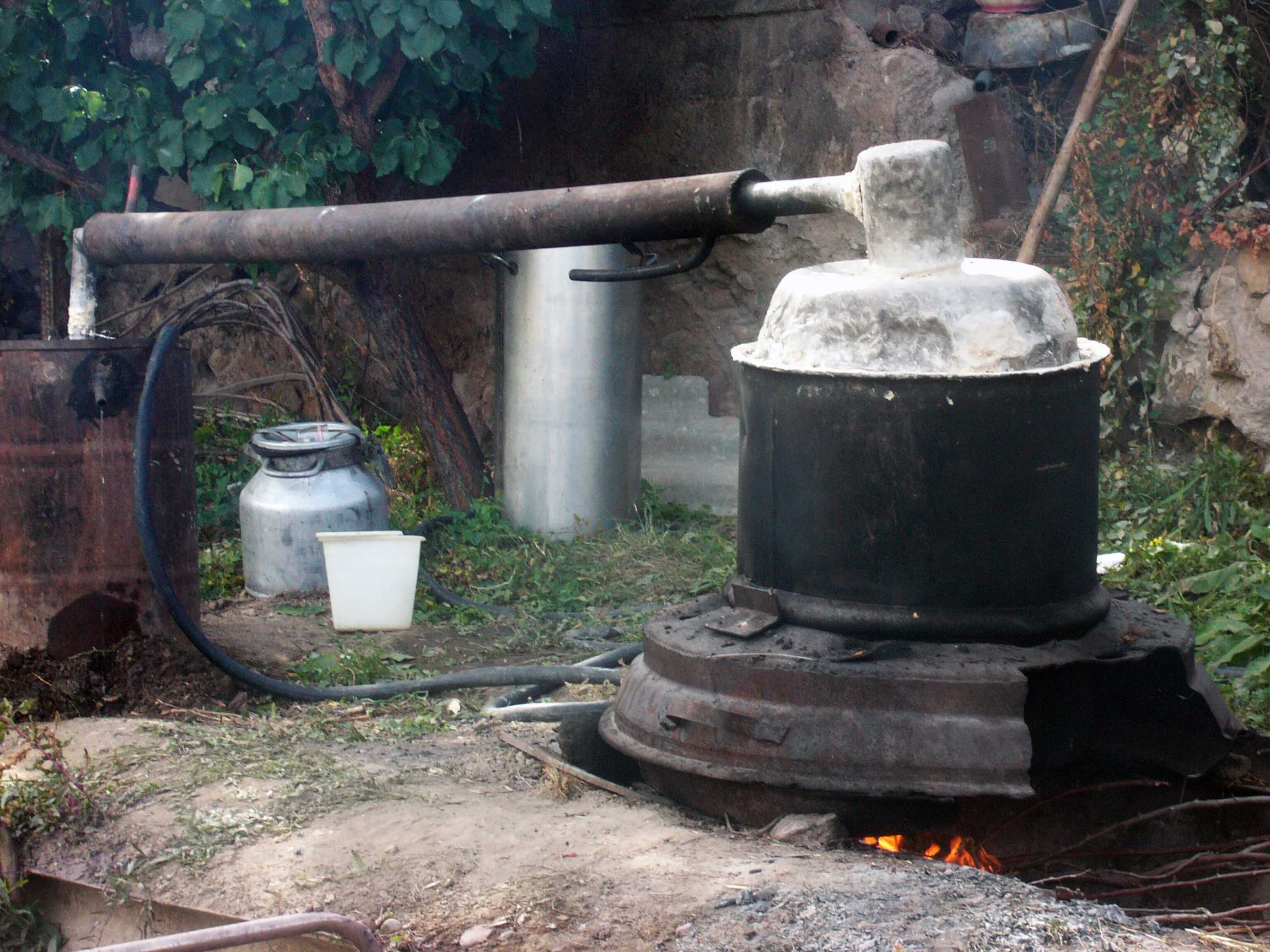
Zelfstokerij in Armenië

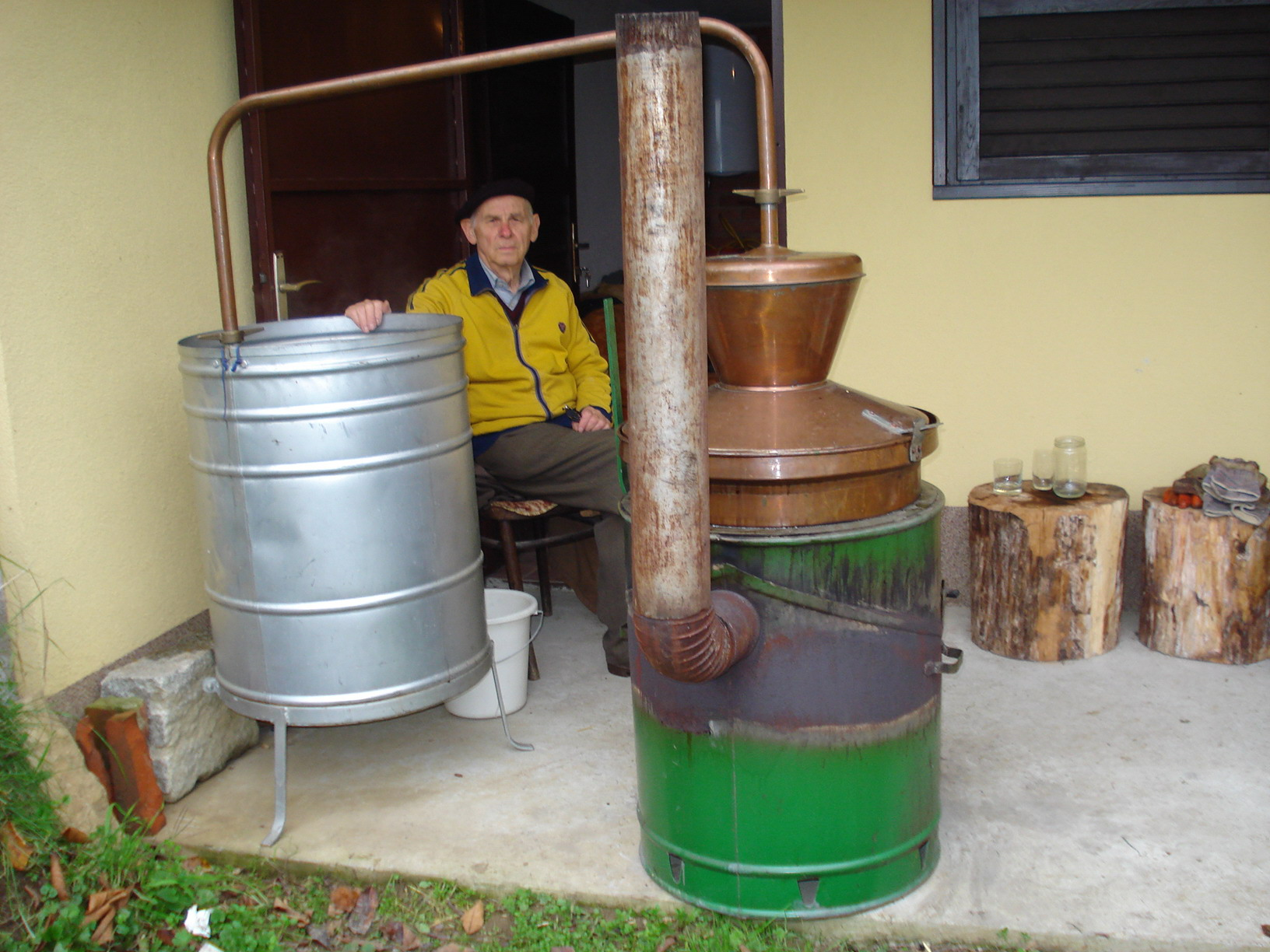
Zelfstokerij in Kroatië

Wereldwijd wordt zelfgemaakte sterkedrank, vaak illegaal, door particulieren gestookt. De redenen hiervoor variëren. De prijs van sterkedrank is vaak een reden, vanwege de hoge accijns die gewoonlijk op alcohol wordt geheven. Soms verbiedt de overheid alcohol, zoals in de Verenigde Staten tijdens de drooglegging of in sommige islamitische staten. Als mensen dan toch willen drinken, biedt zelf stoken uitkomst. Zelfgestookte drank wordt soms ook gemaakt uit liefhebberij. 
De drank wordt gemaakt door zetmeel- of suikerhoudende producten te laten fermenteren. Het verkregen product met circa 15% alcohol wordt vervolgens gedestilleerd tot soms wel 90% en eventueel daarna verdund met water of sap. Soms gebruikt men spiritus, parfum, industriële of gedenatureerde alcohol als uitgangspunt. Hieraan zijn ernstige gezondheidsrisico's verbonden. 

## Veiligheid
Het consumeren van zelfgestookte sterke drank kan gezondheidsrisico's met zich meebrengen. Wanneer methanol gevormd is, ontstaat een giftige drank. Consumptie hiervan kan tot aantasting van het zenuwstelsel leiden (waarvan de oogzenuw de gevoeligste is) of, in zeer extreme gevallen, de dood. Methanol wordt echter alleen gevormd door de aanwezigheid van pectase, een enzym dat in bepaalde vruchten voorkomt en dat pectine afbreekt. Door het meegisten van houtresten of pitten kan er al een schadelijke of dodelijke hoeveelheid methanol in de drank terechtkomen.
Wanneer spiritus of gedenatureerde alcohol als uitgangspunt genomen wordt, kan het mengsel methanol en/of andere giftige stoffen bevatten. Vroeger kwam het ook voor dat de drank opzettelijk met olie of loog werd verontreinigd omdat men hiermee de indruk kon wekken dat de drank van betere kwaliteit was. Bij het thuisdestilleren worden soms autoradiatoren ingezet, waardoor lood, gebruikt voor het vastsolderen van de onderdelen, in de drank terechtkomt. Pure alcohol (meer dan 96%) bevat vaak ook sporen van benzeen. Door deze verontreiniging kan een zeer giftige drank ontstaan. Benzeen wordt toegevoegd tijdens het destillatieproces om water uit het mengsel te onttrekken en zo een hoger percentage alcohol te krijgen. Enkel wanneer er pure suiker wordt vergist en gedestilleerd is er geen enkel bijproduct. Er kan dan chemisch gezien alleen maar ethanol en koolstofdioxide ontstaan:
{\displaystyle {\ce {C6H12O6 -> 2C2H5OH + 2CO2}}}

## Moonshining
Moonshine is de Amerikaanse term voor zelfgemaakte sterkedrank. De uitdrukking is waarschijnlijk ontstaan vanwege het feit dat het stoken van alcohol illegaal was en daarom 's nachts 'bij maanlicht' gebeurde om ontdekking te voorkomen. Een andere theorie is dat smokkelaars de dozen waarin de drank zat zo aanduidden: 'That is mere moonshine' (het is maar maanlicht, er zit niets bijzonders in). In de Verenigde Staten wordt illegale destillatie vaak geassocieerd met de Appalachen en de daar wonende hillbillies.

## Media
Er zijn diverse films gemaakt rond het onderwerp van het (illegaal) zelf stoken van sterke drank. Voorbeelden hiervan zijn de documentaire The Last One uit 2008, de Discovery Channel-documentaireserie Moonshiners uit 2011 en de film Lawless uit 2012.